# CBV-FM
Pour les articles homonymes, voir CBV.
CBV est une station de radio québécoise qui est détenue et opérée par la Société Radio-Canada et affiliée à son réseau généraliste ICI Radio-Canada Première.

## Histoire
En 1934, la Commission canadienne de la radiodiffusion (qui deviendra la Société Radio-Canada en 1936), inaugure à Québec la station bilingue CRCK qui deviendra en 1937, CBV-AM.
Lors de son lancement, CBV émettait à la fréquence 1 000 kHz à une puissance de 1 000 watts.
En 1941, la fréquence  de CBV est changée pour le 980 AM et restera en vigueur jusqu'à la conversion de la station à la bande FM en 1998.
En 1998, lors de la conversion de CBV à la bande FM, la station CBV-FM existante (affiliée régionale d'ICI Musique) est renommée CBVX-FM.

## Programmation régionale
- Première heure - Lundi au vendredi de 5h30 à 9h00
- Première heure - Lundi au vendredi de 6h00 à 9h00 (période des fêtes de fin d'année et période estivale)
- C'est encore mieux l'après-midi - Lundi au vendredi de 15h00 à 18h00

### Programmation inter-régionale
- Info matin - Lundi au vendredi de 5h00 à 5h30 (sauf lors de la période des fêtes de fin d'année et lors de la période estivale) - Émission produite par CBF-FM Montréal et diffusée sur CBF-FM, CBF-FM-10, CBV-FM et CBOF-FM[Note 1].
- Samedi et rien d'autre - Samedi de 7h00 à 11h00 - Émission produite par CBF-FM Montréal et diffusée sur toutes les stations d'ICI Radio-Canada Première de la province de Québec.
- Dessine-moi un été - Samedi de 6h30 à 11h00 (période estivale) - Émission produite par CBF-FM Montréal et diffusée sur toutes les stations d'ICI Radio-Canada Première de la province de Québec.

## Émetteurs
| Villes                  | Identifiant | Fréquence | Puissance    | Classe | Coordonnées géographiques,   | Décision CRTC |
| ----------------------- | ----------- | --------- | ------------ | ------ | ---------------------------- | ------------- |
| Québec (Station source) | CBV-FM      | 106.3 FM  | 52 500 watts | C      | 46° 49′ 22″ N, 71° 29′ 43″ O | 97-295        |
| Sainte-Anne-de-Beaupré  | CBV-FM-1    | 96.7 FM   | 250 watts    | A1     | 46° 47′ 28″ N, 70° 58′ 22″ O | 99-80         |
| Saint-Pamphile          | CBV-FM-4    | 88.7 FM   | 630 watts    | A      | 45° 55′ 53″ N, 69° 49′ 18″ O | 91-92         |
| Saint-Fabien-de-Panet   | CBV-FM-5    | 93.7 FM   | 832 watts    | A      | 46° 39′ 23″ N, 70° 08′ 49″ O | 85-523        |
| La Malbaie              | CBV-FM-6    | 99.3 FM   | 820 watts    | A      | 47° 41′ 02″ N, 70° 08′ 04″ O | 85-523        |
| Saint-Georges           | CBV-FM-7    | 96.7 FM   | 2 500 watts  | B1     | 46° 13′ 43″ N, 70° 45′ 26″ O | 2012-625      |
| Thetford Mines          | CBV-FM-8    | 90.1 AM   | 240 watts    | A      | 46° 06′ 53″ N, 71° 24′ 22″ O | 85-523        |
| Baie-Saint-Paul         | CBV-FM-9    | 104.9 AM  | 3 597 watts  | A      | 47° 25′ 26″ N, 70° 31′ 29″ O | 2014-501      |